# Off the Hook
Cet article concerne l'album du groupe Xscape. Pour la chanson des Rolling Stones, voir Off the Hook (chanson des Rolling Stones).
Albums de Xscape
Hummin' Comin' at 'Cha
(1993) Traces of My Lipstick
(1998)
Off the Hook est le second album du groupe de musique R'n'B Xscape. Comme pour le précédent, Jermaine Dupri est présent et produit la majeure partie de l'album. Les sonorités des chansons sonnent moins hip-hop et tendent vers la musique pop et les slows. Cet album est marqué par le hit-single Who Can I Run To, une ballade reprise du groupe The Jones Girls. La rappeuse MC Lyte est présente sur le single Can't Hang qui sortit au même moment que sa chanson à succès Keep On, Keepin' On et qui est aussi en collaboration avec Xscape et produite par Dupri.

## Liste des titres
1. Do Your Thang (Intro)
2. Feels So Good
3. Hard to Say Goodbye
4. Can't Hang (avec MC Lyte)
5. Who Can I Run To
6. Hip-Hop Barbershop Request Line
7. Do You Want To
8. What Can I Do
9. Do Like Lovers Do
10. Work Me Slow
11. Love's A Funny Thing
12. Keep It On The Real